# Banco Asiático de Inversión en Infraestructura
El Banco Asiático de Inversión en Infraestructura (AIIB) es un banco de desarrollo multilateral y una institución financiera internacional que tiene como objetivo mejorar colectivamente los resultados económicos y sociales en Asia. Es la segunda institución de desarrollo multilateral más grande del mundo. Con sede en Beijing, China, el banco cuenta actualmente con 106 miembros, incluidos 14 miembros potenciales de todo el mundo. El desglose de los 106 miembros por continentes es el siguiente: 42 en Asia, 26 en Europa, 21 en África, 8 en Oceanía, 8 en América del Sur y 1 en América del Norte. El banco inició operaciones luego de la entrada en vigencia del acuerdo el 25 de diciembre de 2015, luego de recibir ratificaciones de 10 Estados miembros que poseen un número total del 50% de las suscripciones iniciales del Capital Social Autorizado.
Las Naciones Unidas han abordado el lanzamiento de BAII como potencial para "aumentar la financiación para el desarrollo sostenible"  y para mejorar la gobernanza económica mundial. El capital inicial del banco fue de 100.000 millones de dólares estadounidenses, equivalente a 2⁄3 del capital del Banco Asiático de Desarrollo y aproximadamente la mitad del capital del Banco Mundial. El banco fue propuesto por primera vez por China en el 2013 y la iniciativa se lanzó en una ceremonia en Beijing en octubre del 2014. Desde entonces, ha recibido las calificaciones crediticias más altas de las tres agencias de calificación más grandes del mundo, y se ha visto desde su creación como un rival potencial o una alternativa al Banco Mundial y al Fondo Monetario Internacional (FMI).

## Historia
La propuesta para la creación de un "Banco Asiático de Inversión en Infraestructura" fue hecha por primera vez por el vicepresidente del Centro de China para los Intercambios Económicos Internacionales, un grupo de expertos chino, en el Foro de Boao en abril del 2009. El contexto inicial era mejorar uso de las reservas de divisas chinas a raíz de la crisis financiera mundial.
La iniciativa fue lanzada oficialmente por el líder chino Xi Jinping en una visita de estado a Indonesia en octubre del 2013. El gobierno chino se ha sentido frustrado con lo que considera la lentitud de las reformas y la gobernabilidad, y quiere una mayor participación en las instituciones globales establecidas como el FMI, el Banco Mundial y el Banco Asiático de Desarrollo, que, según afirma, están fuertemente dominados por intereses estadounidenses, europeos y japoneses.
En abril del 2014, el primer ministro chino, Li Keqiang, pronunció un discurso de apertura en la apertura del Foro de Boao para Asia y dijo que China estaba lista para intensificar las consultas con las partes relevantes dentro y fuera de Asia sobre los preparativos para el Banco Asiático de Inversión en Infraestructura.
El Instituto del Banco Asiático de Desarrollo publicó un informe en el 2010 que decía que la región requiere que se inviertan $ 8 billones entre 2010 y 2020 en infraestructura para que la región continúe con el desarrollo económico. En un editorial de ese año, el periódico The Guardian escribió que el nuevo banco podría permitir que el capital chino financie estos proyectos y desempeñar un papel más importante en el desarrollo económico de la región en consonancia con su creciente influencia económica y política. Pero hasta marzo del 2015, China en el ADB tiene solo el 5,47 por ciento del derecho de voto, mientras que Japón y EE. UU. tienen un derecho de voto combinado del 26 por ciento (13 por ciento cada uno) con una participación en el capital suscrito del 15,7 por ciento y el 15,6 por ciento, respectivamente. El dominio de ambos países y las reformas lentas subyacen al deseo de China de establecer el AIIB, mientras que ambos países se preocupan por la creciente influencia de China.
En junio del 2014, China propuso duplicar el capital registrado del banco de $50 mil millones a $100 mil millones e invitó a India a participar en la fundación del banco.  El 24 de octubre de 2014, veintiún países firmaron un Memorando de Entendimiento (MOU) con respecto al AIIB en Beijing, China: Bangladés, Brunéi, Camboya, India, Kazajistán, Kuwait, Laos, Malasia, Myanmar, Mongolia, Nepal, Omán, Pakistán , Filipinas, Catar, Singapur, Sri Lanka, Tailandia, Uzbekistán y Vietnam.  La incorporación de Indonesia se retrasó un poco debido a que su nueva administración presidencial no pudo revisar la membresía a tiempo. Indonesia firmó el MOU el 25 de noviembre del 2014.
Supuestamente, Estados Unidos trató de evitar que Australia y Corea del Sur se convirtieran en posibles miembros fundadores, después de que expresaron su interés en ello.  Sin embargo, tanto Australia como Corea del Sur solicitaron unirse al banco en marzo del 2015.
El secretario financiero de Hong Kong, John Tsang, anunció en su discurso sobre el presupuesto en febrero de 2015 que el territorio se uniría al BAII. Sin embargo, no se convirtió en uno de los posibles miembros fundadores y negoció como parte de la delegación china.
A principios de marzo del 2015, el ministro de Hacienda del Reino Unido, George Osborne, anunció que el Reino Unido había decidido solicitar su ingreso en el Banco, convirtiéndose en el tercer país occidental en hacerlo después de Luxemburgo y Nueva Zelanda. El anuncio fue criticado por la Administración Obama de Estados Unidos. Un funcionario del gobierno de EE. UU. le dijo a Financial Times: "Somos cautelosos con respecto a la tendencia hacia una acomodación constante de China, que no es la mejor manera de involucrar a una potencia en ascenso". El funcionario afirmó además que la decisión británica se tomó después de "ninguna consulta con Estados Unidos". En respuesta, el Reino Unido indicó que el tema había sido discutido entre el Canciller Osborne y el Secretario del Tesoro de los Estados Unidos, Jack Lew, durante varios meses antes de la decisión. Se afirmó además que unirse al banco como miembro fundador permitiría al Reino Unido influir en el desarrollo de la institución. Al alentar las inversiones chinas en las próximas generaciones de centrales nucleares, Osborne anunció que "la ciudad de Londres se convertiría en la base de la primera cámara de compensación del yuan fuera de Asia".
Tras las críticas, el Consejo de Seguridad Nacional de la Casa Blanca, en un comunicado a The Guardian, declaró:

Nuestra posición sobre el BAII sigue siendo clara y coherente. Estados Unidos y muchas de las principales economías mundiales coinciden en que existe una necesidad apremiante de mejorar la inversión en infraestructura en todo el mundo. Creemos que cualquier institución multilateral nueva debe incorporar los altos estándares del Banco Mundial y los bancos regionales de desarrollo. Sobre la base de muchas discusiones, nos preocupa si el AIIB cumplirá con estos altos estándares, particularmente en relación con la gobernanza y las salvaguardas ambientales y sociales […] La comunidad internacional tiene interés en ver que el AIIB complemente la arquitectura existente y funcione de manera efectiva. junto con el Banco Mundial y el Banco Asiático de Desarrollo.

Después de la decisión del Reino Unido de unirse al AIIB, siguió una oleada de nuevas solicitudes, incluidos varios otros estados europeos, incluidos Alemania, Francia e Italia, con un número total que llegó a 53 a fines de marzo. El ministro de Finanzas alemán, Wolfgang Schäuble, declaró: "Nosotros queremos contribuir con nuestra larga experiencia con instituciones financieras internacionales a la creación del nuevo banco, estableciendo altos estándares y ayudando al banco a obtener una gran reputación internacional". En marzo del 2015, el Ministerio de Estrategia y Finanzas de Corea del Sur anunció que también planea unirse al AIIB, citando su potencial para ayudar a las empresas de Corea del Sur a obtener acuerdos en proyectos de infraestructura y expandir la influencia de Corea del Sur en la banca internacional como miembro fundador. Los estados podrían indicar su interés en convertirse en miembros fundadores potenciales hasta el 31 de marzo del 2015.
Las negociaciones se llevaron a cabo en el marco de cinco Reuniones de Jefes Negociadores (CNM) que se llevaron a cabo entre noviembre del 2014 y mayo del 2015. En la quinta CNM se concluyó el Convenio Constitutivo, el marco legal del banco. Fue firmado el 29 de junio del 2015 por 50 de los 57 posibles miembros fundadores nombrados en Beijing, mientras que los otros siete lo firmaron más tarde.
El 25 de diciembre del 2015 entró en vigor el Convenio Constitutivo. El 16 de enero de 2016, la junta de gobernadores del banco convocó su reunión inaugural en Beijing y declaró el banco abierto para operar. Jin Liqun fue elegido presidente del banco por un período de cinco años. 17 estados (Australia, Austria, Brunéi, China, Georgia, Alemania, Jordania, Luxemburgo, Mongolia, Myanmar, los Países Bajos, Nueva Zelanda, Noruega, Pakistán, Singapur, Corea del Sur y el Reino Unido) con el 50,1 % de las suscripciones iniciales del Capital Social Autorizado, había depositado el instrumento de ratificación del acuerdo, dando lugar a la entrada en vigor, haciéndolos todos miembros fundadores y poniendo en vigor el Convenio Constitutivo, el estatuto del banco. Otros 35 estados siguieron después, llevando el monto del Capital Social Autorizado en poder de los 29 miembros del banco al 74%.

### El BAII dentro del pensamiento político de la República Popular China

#### Fomentar el desarrollo económico a largo plazo
El Banco Asiático de Inversión en Infraestructura puede interpretarse como una extensión internacional natural del marco de desarrollo económico impulsado por la infraestructura que ha sustentado el rápido crecimiento económico de China desde la adopción de la reforma económica china bajo el liderazgo del líder chino Deng Xiaoping. Se deriva de la noción de que el crecimiento económico a largo plazo sólo puede lograrse a través de inversiones sistemáticas y de base amplia en activos de infraestructura, en contraste con los modelos de desarrollo a más corto plazo "impulsados por la exportación" y de "consumo interno" favorecidos por la corriente principal de los economistas neoclásicos occidentales y perseguido por muchos países en desarrollo en la década de 1990 y la primera década del siglo XXI con resultados generalmente decepcionantes.

##### La infraestructura como herramienta de integración regional y política exterior
En su discurso del 29 de marzo de 2015 en la conferencia anual del Foro de Boao para Asia (BFA), el líder chino Xi Jinping dijo:

[L]a economía china está profundamente integrada con la economía global y constituye una importante fuerza impulsora de la economía de Asia e incluso del mundo en general. […] Las oportunidades de inversión de China se están expandiendo. Constantemente surgen oportunidades de inversión en conectividad de infraestructura, así como en nuevas tecnologías, nuevos productos, nuevos patrones comerciales y nuevos modelos comerciales. […] Las oportunidades de cooperación exterior de China se están expandiendo. Apoyamos el sistema de comercio multilateral, nos dedicamos a las negociaciones de la Ronda de Doha, defendemos la zona de libre comercio de Asia y el Pacífico, promovemos las negociaciones sobre una asociación económica integral regional, defendemos la construcción del Banco Asiático de Inversión en Infraestructura (BAII), impulsamos la cooperación económica y financiera de manera integral, y actuar como promotor activo de la globalización económica y la integración regional.

Xi también insistió en que el Fondo de la Ruta de la Seda y el Banco Asiático de Inversión en Infraestructura fomentarían "la conectividad económica y un nuevo tipo de industrialización [en el área de Asia Pacífico], y [así] promoverían el desarrollo común de todos los países, así como de los pueblos". ' disfrute conjunto de frutos de desarrollo."
El académico Suisheng Zhao escribe que el lanzamiento del AIIB por parte de China tenía la intención de China de reducir las tensiones causadas por los esfuerzos de los Estados Unidos para retrasar la reforma del sistema de Bretton Woods, la intención de proporcionar bienes públicos internacionales y la intención de proporcionar a China una mayor participación en el comercio internacional y en la elaboración de reglas.

## Base legal y membresía
El Convenio Constitutivo constituye la base jurídica del Banco. 57 Los Miembros Fundadores Potenciales (PFM) nombrados en el anexo A del acuerdo son elegibles para firmar y ratificar los Artículos, convirtiéndose así en un miembro del Banco. Otros estados que son parte del Banco Internacional de Reconstrucción y Fomento o del Banco Asiático de Desarrollo pueden convertirse en miembros después de la aprobación de su adhesión por parte del banco..
Los artículos fueron negociados por los posibles miembros fundadores, y Hong Kong se unió a las negociaciones a través de China.

### Miembros
Los 57 Socios Fundadores Potenciales pueden convertirse en Socios Fundadores a través de:
- Firma del Convenio Constitutivo en 2015
- Ratificación del Convenio Constitutivo en 2015 o 2016
- Todos los Socios Fundadores Potenciales han firmado los Estatutos, 52 de los cuales los han ratificado, lo que representa el 92% de las acciones de todo PFM. A continuación se muestran las acciones formales para convertirse en Miembro Fundador, así como el porcentaje de los votos y de las acciones, en caso de que todos los posibles estados fundadores se conviertan en partes y no se acepte a ningún otro miembro.

En marzo de 2017, otros 13 estados obtuvieron la membresía prospectiva: 5 regionales (Afganistán, Armenia, Fiyi, Timor Leste y Hong Kong, China) y 8 no regionales: Bélgica, Canadá, Etiopía, Hungría, Irlanda, Perú, Sudán y Venezuela. . En mayo de 2017, se concedió la membresía prospectiva a 7 estados: 3 regionales (Baréin, Chipre, Samoa) y 4 no regionales (Bolivia, Chile, Grecia, Rumania). En junio de 2017, se concedió la membresía prospectiva a otros 3 estados: 1 regional (Tonga) y 2 no regionales (Argentina, Madagascar).  En 2018, otros 7 estados obtuvieron la membresía prospectiva: 1 regional (Líbano) y 6 no regionales (Argelia, Ghana, Libia, Marruecos, Serbia, Togo). En 2019, otros 7 estados obtuvieron membresía prospectiva: 7 no regionales (Yibuti, Ruanda, Benín, Côte d'Ivoire, Guinea, Túnez, Uruguay). Se convierten en miembros después de terminar sus trámites internos. A partir del 7 de abril de 2023, el número total de países aprobados para ser miembros del AIIB es 106 (Miembros regionales: 47, Miembros no regionales: 45, Miembros potenciales: 14).

### Estructura accionarial
El Capital Social Autorizado del banco es de $100 mil millones (dólares estadounidenses), dividido en 1 millón de acciones de $100,000 cada una. El veinte por ciento son acciones pagadas (y, por lo tanto, deben transferirse al banco) y el 80% son acciones exigibles. Los porcentajes asignados se basan en el tamaño de la economía de cada país miembro (calculado utilizando el PIB nominal (60 %) y el PIB PPA (40 %)) y si son miembros asiáticos o no asiáticos. El número total de acciones determinará la fracción del capital autorizado en el banco. De los posibles miembros fundadores, tres estados decidieron no suscribir todas las acciones asignadas: Malasia, Portugal y Singapur,  lo que resultó en la suscripción del 98% de las acciones disponibles.
Existen tres categorías de votos: votos básicos, votos compartidos y votos de miembros fundadores. Los votos básicos son iguales para todos los miembros y constituyen el 12% del total de los votos, mientras que los votos de las acciones son iguales al número de acciones. Cada Miembro Fundador obtiene además 600 votos. A continuación se muestra una descripción general de las acciones, suponiendo que los 57 posibles miembros fundadores se hayan convertido en miembros fundadores (los valores en negrita no dependen del número de miembros):
| Tipo de Voto              | % de votos totales | Votos totales | Voto por miembro | China (Largo PFM) | Maldives (Pequeño PFM) |
| ------------------------- | ------------------ | ------------- | ---------------- | ----------------- | ---------------------- |
| Votos Básicos             | 12                 | 138,510       | 2,430            | 2,430             | 2,430                  |
| Votos Compartidos         | 85                 | 981,514       | Varies           | 297,804           | 72                     |
| Votos de miembro fundador | 3                  | 34,200        | 600              | 600               | 600                    |
| Total                     | 100                | 1,154,224     | varios           | 300,834 (26.1%)   | 3,102 (0.3%)           |

### Miembros
A 16 de enero de 2016 hay 57 miembros fundadores potenciales (MFP) y otros 18 países o regiones lo han solicitado. Hong Kong, como uno de los países o regiones que actualmente han solicitado ser MFP, se une a la delegación de China en las negociaciones.
Bélgica, Canadá, y Ucrania están barajando unirse al AIIB. Colombia, Japón, y Estados Unidos no tienen intención de participar a corto plazo. Corea del Norte solicitó unirse como miembro, siendo rechazado por China.

### Miembros fundadores potenciales
Hay 31 MPF en la región asiática, y otros 10 fuera de la región.

Miembros fundadores potenciales del AIIB (12 de abril de 2015 UTC+8 12:00:00)
MFP que han firmado el memorándum de constitución del AIIB
Aprobado como MFP del AIIB
Solicitud para convertirse en MFP del AIIB
Solicitud en estudio
Participación no comprometida o rechazada
Otros

| País/región            | Fecha de afiliación     |
| ---------------------- | ----------------------- |
| Afganistán             | 13 de octubre de 2017   |
| Arabia Saudí           | 19 de febrero de 2016   |
| Australia              | 25 de diciembre de 2015 |
| Azerbaiyán             | 24 de junio de 2016     |
| Bangladés*             | 22 de marzo de 2016     |
| Baréin                 | 24 de agosto de 2018    |
| Brunéi*                | 25 de diciembre de 2015 |
| Camboya*               | 17 de mayo de 2016      |
| China* (fundador)      | 25 de diciembre de 2015 |
| Chipre                 | 25 de junio de 2018     |
| Corea del Sur          | 25 de diciembre de 2015 |
| Emiratos Árabes Unidos | 15 de enero de 2016     |
| Filipinas*             | 28 de diciembre de 2016 |
| Fiyi                   | 11 de diciembre de 2017 |
| Georgia                | 25 de diciembre de 2015 |
| Hong Kong              | 7 de junio de 2017      |
| India*                 | 11 de enero de 2016     |
| Indonesia*             | 14 de enero de 2016     |
| Irán                   | 16 de enero de 2017     |
| Israel                 | 15 de enero de 2016     |
| Jordania               | 25 de diciembre de 2015 |
| Kazajistán*            | 18 de abril de 2016     |
| Kirguistán             | 11 de abril de 2016     |
| Laos*                  | 15 de enero de 2016     |
| Malasia*               | 27 de marzo de 2017     |
| Maldivas               | 4 de enero de 2016      |
| Mongolia*              | 25 de diciembre de 2015 |
| Myanmar*               | 25 de diciembre de 2015 |
| Nepal*                 | 13 de enero de 2016     |
| Nueva Zelanda          | 25 de diciembre de 2015 |
| Omán*                  | 21 de junio de 2016     |
| Pakistán*              | 25 de diciembre de 2015 |
| Catar*                 | 24 de junio de 2016     |
| Singapur*              | 25 de diciembre de 2015 |
| Rusia                  | 28 de diciembre de 2015 |
| Samoa*                 | 3 de abril de 2018      |
| Singapur               | 25 de diciembre de 2015 |
| Sri Lanka*             | 22 de junio de 2016     |
| Tailandia*             | 20 de junio de 2016     |
| Tayikistán             | 16 de enero de 2016     |
| Timor Oriental         | 22 de noviembre de 2017 |
| Turquía                | 15 de enero de 2016     |
| Uzbekistán*            | 30 de noviembre de 2016 |
| Vanuatu                | 6 de marzo de 2018      |
| Vietnam*               | 11 de abril de 2016     |

| País            | Fecha de afiliación      |
| --------------- | ------------------------ |
| Alemania        | 25 de diciembre de 2015  |
| Argelia         | 27 de diciembre de 2019  |
| Argentina       | 18 de noviembre de 2020  |
| Austria         | 25 de diciembre de 2015  |
| Bélgica         | 10 de julio de 2019      |
| Bielorrusia     | 17 de enero de 2019      |
| Canadá          | 19 de marzo de 2018      |
| Costa de Marfil | 26 de febrero de 2020    |
| Dinamarca       | 15 de enero de 2016      |
| Ecuador         | 1 de noviembre de 2019   |
| Egipto          | 4 de agosto de 2016      |
| España          | 15 de diciembre de 2017  |
| Etiopía         | 13 de mayo de 2017       |
| Finlandia       | 7 de enero de 2016       |
| Francia         | 16 de junio de 2016      |
| Ghana           | 21 de febrero de 2020    |
| Grecia          | 20 de agosto de 2019     |
| Guinea          | 12 de julio de 2019      |
| Hungría         | 26 de junio de 2017      |
| Irlanda         | 23 de octubre de 2017    |
| Islandia        | 4 de marzo de 2016       |
| Italia          | 13 de julio de 2016      |
| Luxemburgo      | 25 de diciembre de 2015  |
| Madagascar      | 25 de junio de 2018      |
| Malta           | 7 de enero de 2016       |
| Noruega         | 25 de diciembre de 2015  |
| Países Bajos    | 25 de diciembre de 2015  |
| Polonia         | 15 de junio de 2016      |
| Portugal        | 8 de febrero de 2017     |
| Reino Unido     | 25 de diciembre de 2015  |
| Ruanda          | 16 de abril de 2020      |
| Rumania         | 28 de diciembre de 2018  |
| Serbia          | 15 de agosto de 2019     |
| Sudán           | 13 de septiembre de 2018 |
| Suecia          | 25 de abril de 2016      |
| Suiza           | 25 de abril de 2016      |
| Uruguay         | 28 de abril de 2020      |

Países candidatos
| País/región        |
| ------------------ |
| Armenia            |
| Benín              |
| Bolivia            |
| Brasil             |
| Chile              |
| Croacia            |
| Islas Cook         |
| Kenia              |
| Kuwait             |
| Líbano             |
| Libia              |
| Marruecos          |
| Papúa Nueva Guinea |
| Perú               |
| Senegal            |
| Sudáfrica          |
| Togo               |
| Tonga              |
| Túnez              |
| Venezuela          |
| Yibuti             |

- Notas del país/región
  - * Miembro fundador potencial que ha firmado el memorándum (MOU)
  -  China Taipéi (Taiwán) – el portavoz del Ministerio de Asuntos Exteriores de China Hua Chunying dijo que Taiwán debería evitar la situación de "dos Chinas" o de "una China y Taiwán".[63] Taiwán solicitó unirse al AIIB a través de la Oficina de Asuntos del Taiwán, posiblemente bajo el nombre de "China Taipéi".[64][65]

### Países sin intención de participar o rechazados
- – No comprometido
- – Bajo consideración / No comprometido
- – Participación rechazada
- – Aconseja cambiar el nombre de la organización

## Gobernanza
La estructura de gobierno del banco está compuesta por la Junta de Gobierno como máximo órgano de decisión. Está compuesto por 1 gobernador por cada estado miembro del banco y en principio se reúne una vez al año. La junta directiva, compuesta por 12 gobernadores, cada uno de los cuales representa a uno o más miembros, es responsable de las operaciones diarias y las tareas que le delegue la junta de gobernadores. Nueve de esos miembros son de la región de Asia-Pacífico y tres representantes de miembros fuera de la región.
De los directores no regionales, 1 circunscripción está compuesta por Estados miembros de la UE que tienen el euro como moneda y 1 de otros países europeos.

## Recepción
El expresidente del Banco Mundial, Jim Yong Kim, ha dicho que la necesidad de infraestructura en los países en desarrollo es grande para que las actividades de las nuevas organizaciones sean bienvenidas. El Banco Mundial, el FMI y el Banco Asiático de Desarrollo han cooperado con el AIIB como un complemento a las instituciones de Bretton Woods y que aumenta aún más la capacidad general para los fondos de desarrollo.
El economista C. Fred Bergsten describe al AIIB como "ayudando a satisfacer una necesidad clara de más financiamiento para infraestructura en Asia (y en otros lugares)".  Concluye que el AIIB "se ha adherido a las normas y mejores prácticas acordadas internacionalmente y está innovando por su cuenta". Además, Bergsten escribe que el papel de China en el AIIB "ha cumplido claramente con la solicitud de EE. UU. de que China funcione como una 'parte interesada responsable' en la economía mundial".

### Implicaciones geopolíticas en Asia-Pacífico y más allá
No hay consenso en los Estados Unidos sobre el papel del AIIB. John Ikenberry ve el AIIB como parte del "arte institucional emergente de China", pero argumenta que no está claro si la institución vinculará a China más profundamente con el orden existente o se convertirá en un vehículo para desafiar el orden. Phillip Lipscy (de la Universidad de Stanford) argumenta que Estados Unidos y Japón deberían apoyar al AIIB para alentar el liderazgo global pacífico de China y disuadir a China de buscar opciones coercitivas o militares. Por otro lado, Paola Subacchi (Chatham House) argumenta que el AIIB representa una amenaza para la gobernanza global dominada por EE. UU.
Grupos de expertos como Chatham House, el Centro de Estudios de China de la Universidad de Sídney y el Consejo Mundial de Pensiones (WPC) han argumentado que el establecimiento exitoso de una nueva potencia financiera supranacional con sede en la República Popular China se vería facilitado por el gran número de países económicamente desarrollados participantes. Estos expertos observan que el establecimiento del AIIB con sede en Beijing no requiere rivalidad, cuando la cooperación económica es posible, y que la decisión del Reino Unido de participar promueve sus propios intereses, incluso si algunos de sus aliados se oponen.

### Registro ambiental
Aunque el banco propuesto declaró que "AIIB aprenderá de las mejores prácticas en el mundo y adoptará estándares internacionales de protección ambiental", el estudioso de economía y política energética de Oxford, Yuge Ma, ha argumentado que esto puede ser complicado en los países asiáticos en desarrollo.

### Influencia política
En junio de 2023, Bob Pickard, ciudadano canadiense y director de comunicaciones globales y portavoz oficial de AIIB renunció y huyó de China.  Pickard dijo que el AIIB estaba dominado por miembros del Partido Comunista Chino que operan como una policía secreta interna. Pickard también afirmó que el AIIB tiene una de las culturas más tóxicas imaginables.  Más tarde, ese mismo día, Chrystia Freeland, vice primera ministra de Canadá y Ministra de Finanzas, anunció que Canadá congelará los lazos con el AIIB mientras lleva a cabo una investigación de las acusaciones y la participación de Canadá en el AIIB.

## Comparación con el BAD y el BIRF
|                    |                                      | AIIB                    | ADB                     | IBRD                |
| ------------------ | ------------------------------------ | ----------------------- | ----------------------- | ------------------- |
| Establecido        | Establecido                          | 2016                    | 1966                    | 1944                |
| Fecha al partir de | Fecha al partir de                   | 31 de diciembre de 2017 | 31 de diciembre de 2021 | 30 de junio de 2022 |
| Miembro.           | Total                                | 84                      | 68                      | 189                 |
| Miembro.           | (Regional, No regional, Prospectivo) |                         | 49, 19, 0               | –                   |
| rating de crédito  | rating de crédito                    | AAA                     | AAA                     | AAA                 |
| Capital            | Subscrito                            | 95,001                  | 148,903                 | 286,636             |
| Capital            | Pagado en                            | 19,000                  | 7,447                   | 20,499              |
| Total activos      | Total activos                        | 18,973                  | 282,084                 | 317,542             |
| Préstamos          | Préstamos                            | 4,220                   | 137,860                 | 227,092             |

## Resultados de préstamos

### 2016
Durante el 2016, el BAII comprometió un total de $1730 millones en nueve proyectos, entre los cuales seis proyectos son iniciativas conjuntas con otros prestamistas internacionales como el Banco Mundial y el Banco Asiático de Desarrollo. Había logrado su objetivo de préstamo de $ 1.2 mil millones para el primer año.
| Fecha de aprobación      | País       | Propósito                              | Monto M$ | Co-prestamistas                                                                                            |
| ------------------------ | ---------- | -------------------------------------- | -------- | --- |
| 24 de junio de 2016      | Tayikistán | mejora de la carretera                 | 27.5     | Banco Europeo para la Reconstrucción y Desarrollo                                                          |
| 24 de junio de 2016      | Bangladés  | Líneas de distribución de energía      | 165.0    | ninguno |
| 24 de junio de 2016      | Pakistán   | construcción de autopistas             | 100.0    | Banco Asiático de Desarrollo y Departamento de Desarrollo Internacional del Reino Unido                    |
| 24 de junio de 2016      | Indonesia  | Reurbanización de barrios pobres       | 216.5    | Banco Mundial                                                                                              |
| 27 de septiembre de 2016 | Pakistán   | Planta hidroeléctrica                  | 300.0    | Banco Mundial                                                                                              |
| 27 de septiembre de 2016 | Myanmar    | Combined Cycle Gas Turbine power plant | 20.0     | International Finance Corporation, the Asian Development Bank and certain commercial lenders               |
| 8 de diciembre de 2016   | Omán       | Ferrocarriles                          | 36.0     | ninguno |
| 8 de diciembre de 2016   | Omán       | Instalaciones portuarias               | 265.0    | ninguno |
| 21 de diciembre de 2016  | Azerbaiyán | gasoductos                             | 600.0    | Varios otros bancos multilaterales de desarrollo, incluido el Banco Mundial y otras entidades comerciales. |
| Total                    | Total      | Total                                  | 1,730.0  | |

### 2017
| Fecha de aprobación      | País       | Propósito                                                                                  | Monto M$ | Co-prestamistas                                                |
| ------------------------ | ---------- | ------------------------------------------------------------------------------------------ | -------- | -------------------------------------------------------------- |
| 22 de marzo de 2017      | Indonesia  | Proyecto de Fondo de Desarrollo de Infraestructura Regional                                | 100.0    | Banco Mundial                                                  |
| 22 de marzo de 2017      | Indonesia  | Proyecto de Mejoramiento Operacional y Seguridad de Presas Fase II                         | 125.0    | Banco Mundial                                                  |
| 22 de marzo de 2017      | Bangladés  | Proyecto de Mejora de Infraestructura y Eficiencia de Gas Natural                          | 60.0     | Banco Asiático de Desarrollo                                   |
| 2 de mayo de 2017        | India      | Andhra Pradesh 24x7 - Energía para todos                                                   | 160.0    | Banco Mundial y Gobierno de Andhra Pradesh                     |
| 5 de junio de 2017       | Georgia    | Proyecto de carretera de circunvalación de Batumi                                          | 114.2    | Banco Asiático de Desarrollo                                   |
| 15 de junio de 2017      | India      | Fondo de Infraestructura de la India                                                       | 150.0    | Otros inversores                                               |
| 15 de junio de 2017      | Tayikistán | Proyecto de Rehabilitación de Energía Hidroeléctrica de Nurek, Fase I                      | 60.0     | Banco Mundial y Banco Eurasiático de Desarrollo                |
| 4 de julio de 2017       | India      | Proyecto de caminos rurales de Guyarat                                                     | 329.0    | Gobierno de Guyarat                                            |
| 4 de septiembre de 2017  | Egipto     | Programa de tarifas de alimentación de energía solar fotovoltaica de la Ronda II de Egipto | 17.5     | Corporación Financiera Internacional y otros prestamistas      |
| 27 de septiembre de 2017 | India      | Proyecto de Fortalecimiento del Sistema de Transmisión                                     | 100.0    | Banco Asiático de Desarrollo y Power Grid Corporation de India |
| 27 de septiembre de 2017 | Filipinas  | Proyecto de gestión de inundaciones de Metro Manila                                        | 207.60   | Banco Mundial                                                  |
| 8 de diciembre de 2017   | India      | Proyecto ferroviario del metro de Bangalore - Línea R6                                     | 335.0    | Banco Europeo de Inversiones y otros prestamistas              |
| 8 de diciembre de 2017   | Omán       | Proyecto de Infraestructura de Banda Ancha para Internet                                   | 239.0    | Ninguno                                                        |
| 8 de diciembre de 2017   | China      | Proyecto de reemplazo de carbón y mejora de la calidad del aire de Beijing                 | 250.0    | Municipio de Beijing, Fondo MDL de China y Beijing Gas         |
| Total                    |            |                                                                                            |          |                                                                |

### 2018
| Fecha de aprobación      | País      | Propósito                                                                                         | Monto M$ | Co-prestamistas                                                            |
| ------------------------ | --------- | ------------------------------------------------------------------------------------------------- | -------- | -------------------------------------------------------------------------- |
| 9 de febrero de 2018     | Bangladés | IPP de Bhola                                                                                      | 60.0     | Ninguno                                                                    |
| 11 de abril de 2018      | India     | Proyecto de conectividad rural de Madhya Pradesh                                                  | 140.0    | Banco Mundial                                                              |
| 24 de junio de 2018      | India     | Fondo Nacional de Inversión e Infraestructura                                                     | 100.0    | Gobierno de la India                                                       |
| 24 de junio de 2018      | Turquía   | Proyecto de expansión del almacenamiento de gas de Tuz Golu                                       | 600.0    | Banco Mundial, Banco Islámico de Desarrollo, BOTAS y préstamos comerciales |
| 24 de junio de 2018      | Indonesia | Proyecto Estratégico de Modernización del Riego y Rehabilitación Urgente                          | 250.0    | Banco Mundial                                                              |
| 28 de septiembre de 2018 | India     | Proyecto de caminos rurales de Andhra Pradesh                                                     | 455.0    | Gobierno de Andra Pradesh                                                  |
| 28 de septiembre de 2018 | Egipto    | Programa de Servicios de Saneamiento Rural Sostenible                                             | 300.0    | Banco Mundial                                                              |
| 28 de septiembre de 2018 | Turquía   | Mecanismo de représtamo de energía sostenible e infraestructura de TSKB                           | 200.0    | Ninguno                                                                    |
| 7 de diciembre de 2018   | Indonesia | Proyecto de Infraestructura Urbana y Turística de Mandalika                                       | 248.39   | Gobierno de Indonesia                                                      |
| 7 de diciembre de 2018   | India     | Proyecto de mejora de la gestión de aguas residuales y aguas residuales urbanas de Andhra Pradesh | 400.0    | Gobierno de Andhra Pradesh                                                 |

### 2019
| Fecha de aprobación      | País       | Propósito | Monto M$ | Co-prestamistas                                             |
| ------------------------ | ---------- | --- | -------- | ----------------------------------------------------------- |
| 26 de marzo de 2019      | Bangladés  | Proyecto de Ampliación y Actualización del Sistema Eléctrico                                                           | 120.0    | Gobierno de Bangladés y Power Grid Corporation de Bangladés |
| 26 de marzo de 2019      | Laos       | Proyecto de Mejoramiento y Mantenimiento de la Ruta Nacional 13                                                        | 40.0     | Gobierno de Laos, NDF e IDA                                 |
| 4 de abril de 2019       | Sri Lanka  | Proyecto de Reducción de Vulnerabilidad a Deslizamientos por Medidas de Mitigación                                     | 80.0     | Gobierno de Sri Lanka                                       |
| 4 de abril de 2019       | Sri Lanka  | Colombo Urban Regeneration Project                                                                                     | 200.0    | Government of Sri Lanka and private partner                 |
| 21 de mayo de 2019       | Nepal      | Proyecto hidroeléctrico Upper Trisuli I                                                                                | 90.0     | Banco Asiático de Desarrollo, IFC, Consorcio Coreano        |
| 11 de julio de 2019      | Turquía    | Proyecto Geotérmico Efeler 97,6 MW                                                                                     | 100.0    | EBRD                                                        |
| 11 de julio de 2019      | Bangladés  | Proyecto Municipal de Agua Potable y Saneamiento                                                                       | 100.0    | Banco Mundial, IDA, Gobierno de Bangladés                   |
| 11 de julio de 2019      | Camboya    | Proyecto de Red de Comunicación de Fibra Óptica                                                                        | 75.0     | Ninguno                                                     |
| 11 de julio de 2019      | India      | Fondo de préstamo de infraestructura verde de L&T                                                                      | 100.0    | Ninguno                                                     |
| 26 de septiembre de 2019 | Pakistán   | Mejora de los servicios de agua y alcantarillado de Karachi                                                            | 40.0     | Banco Mundial                                               |
| 26 de septiembre de 2019 | India      | Facilidad de préstamo de infraestructura sostenible Tata Cleantech                                                     | 75.0     | TCCL                                                        |
| 11 de noviembre de 2019  | Pakistán   | Tránsito rápido de autobuses de Karachi                                                                                | 71.81    | Banco Asiático de Desarrollo                                |
| 12 de noviembre de 2019  | Turquía    | Facilidad de préstamo de energía renovable y eficiencia energética de TKYB                                             | 200.0    | Ninguno                                                     |
| 6 de diciembre de 2019   | India      | Proyecto solar Rajasthan de 250 MW–Hero Future Energies                                                                | 65.0     | Corporación Financiera Internacional                        |
| 6 de diciembre de 2019   | India      | Proyecto solar Rajasthan de 250 MW–Hero Future Energies                                                                | 65.0     | Corporación Financiera Internacional                        |
| 12 de diciembre de 2019  | China      | Proyecto de mejora de la calidad del aire y transición energética con bajas emisiones de carbono Beijing-Tianjin-Hebei | 500.0    | Ninguno                                                     |
| 12 de diciembre de 2019  | India      | Proyecto principal de gestión de inundaciones y riego de Bengala Occidental                                            | 145.0    | Banco Mundial                                               |
| 12 de diciembre de 2019  | Egipto     | Facilidad de représtamo para infraestructura del Banco Nacional de Egipto                                              | 150.0    | Ninguno                                                     |
| 12 de diciembre de 2019  | Kazajistán | Planta de energía eólica Zhanatas de 100 MW                                                                            | 46.7     | Patrocinadores y otras instituciones financieras            |
| 12 de diciembre de 2019  | Rusia      | Préstamo de inversión en el sector del transporte                                                                      | 500.0    | Ninguno                                                     |
| 12 de diciembre de 2019  | Uzbekistán | Proyecto de Desarrollo de Infraestructura Rural                                                                        | 82.0     | Banco Mundial                                               |
| 12 de diciembre de 2019  | Turquía    | Proyecto de Mitigación de Riesgos Sísmicos y Preparación para Emergencias de Estambul                                  | 300.0    | Banco Mundial                                               |
| 12 de diciembre de 2019  | Nepal      | Proyecto de Ampliación y Actualización del Sistema de Distribución de Energía                                          | 112.3    | Autoridad de electricidad de Nepal                          |

### 2020
En ese año, irrumpía con fuerza la Pandemia por COVID-19, lo cual ocasionó que muchas economías en el mundo se detuvieran, por el cual China fue la única economía que estaba apoyando a muchos países para que no decayeran por el cual he aquí los países que recibieron ayudas de parte del BAII:  
| Fecha de aprobación      | País                    | Propósito | Monto M$ | Co-prestamistas                      |
| ------------------------ | ----------------------- | --- | -------- | ------------------------------------ |
| 17 de enero de 2020      | Bangladés               | Proyecto de expansión de la red de transmisión de la zona oeste y Dhaka                                                     | 200.0    | Banco Asiático de Desarrollo         |
| 11 de febrero de 2020    | Omán                    | Proyecto de planta de energía solar fotovoltaica independiente Ibri II de 500 MW                                            | 60.0     | Banco Asiático de Desarrollo         |
| 3 de abril de 2020       | Bangladés               | Proyecto de mejora de Sylhet a Tamabil Road                                                                                 | 404.0    | Ninguno                              |
| 3 de abril de 2020       | Uzbekistán              | Abastecimiento de agua y alcantarillado de la región de Bujará (BRWSSP)                                                     | 385.1    | Ninguno                              |
| 16 de abril de 2020      | Bangladés               | Mejora del saneamiento de Dhaka                                                                                             | 170.0    | Banco Mundial                        |
| 7 de mayo de 2020        | India                   | Proyecto de Preparación de Sistemas de Salud y Respuesta a Emergencias COVID-19                                             | 500.0    | Banco Mundial                        |
| 7 de mayo de 2020        | Indonesia               | Programa de Apoyo al Gasto y Respuesta Activa COVID-19                                                                      | 750.0    | Banco Asiático de Desarrollo         |
| 7 de mayo de 2020        | Bangladés               | Programa de Apoyo al Gasto y Respuesta Activa COVID-19                                                                      | 250.0    | Banco Asiático de Desarrollo         |
| 7 de mayo de 2020        | Georgia                 | Proyecto de respuesta de emergencia COVID-19                                                                                | 100.0    | Banco Mundial                        |
| 28 de mayo de 2020       | Filipinas               | Programa de Respuesta Activa y Apoyo a los Gastos (CARES) de COVID-19                                                       | 750.0    | Banco Asiático de Desarrollo         |
| 16 de junio de 2020      | Mongolia                | Programa de Respuesta Rápida contra el COVID-19                                                                             | 100.0    | Banco Asiático de Desarrollo         |
| 16 de junio de 2020      | India                   | Respuesta activa y apoyo a los gastos de COVID-19 (CARES)                                                                   | 750.0    | Banco Asiático de Desarrollo         |
| 16 de junio de 2020      | Pakistán                | Programa de Respuesta Activa y Apoyo a los Gastos (CARES) de COVID-19                                                       | 500.0    | Banco Asiático de Desarrollo         |
| 22 de junio de 2020      | Uzbekistán              | Proyecto de mejora de la red vial de Bujará (Fase 1)                                                                        | 165.5    | Ninguno                              |
| 22 de junio de 2020      | Indonesia               | Programa de Respuesta Rápida contra el COVID-19                                                                             | 250.0    | Banco Mundial                        |
| 30 de junio de 2020      | Maldivas                | Proyecto de Preparación de Sistemas de Salud y Respuesta a Emergencias COVID-19                                             | 7.30     | Banco Mundial                        |
| 30 de junio de 2020      | Kazajistán              | Programa de Respuesta Activa y Apoyo a los Gastos (CARES) de COVID-19                                                       | 750.0    | Banco Asiático de Desarrollo         |
| 30 de junio de 2020      | Turquía                 | Proyecto de Línea de Crédito por el COVID-19                                                                                | 500.0    | Ninguno                              |
| 16 de julio de 2020      | Pakistán                | Programa de Instituciones Resilientes para una Economía Sostenible (RISE)                                                   | 250.0    | Banco Mundial                        |
| 16 de julio de 2020      | Turquía                 | Fase 4 de expansión del metro de Izmir: Fahrettin Altay – Proyecto de la línea Narlidere                                    | 56.0     | BERD, BSTDB                          |
| 16 de julio de 2020      | Georgia                 | Mitigación de crisis de COVID-19                                                                                            | 50.0     | Banco Mundial                        |
| 16 de julio de 2020      | Vietnam                 | Instalación de respuesta COVID-19                                                                                           | 100.0    | Corporación Financiera Internacional |
| 13 de agosto de 2020     | Fiyi                    | Programa de Reforma de Crecimiento Sostenido Liderado por el Sector Privado                                                 | 50.0     | Banco Asiático de Desarrollo         |
| 13 de agosto de 2020     | República de Kirguistán | Proyecto de apoyo de emergencia para el sector privado y financiero de Kirguistán                                           | 50.0     | Banco Mundial                        |
| 13 de agosto de 2020     | Uzbekistán              | Proyecto de Respuesta a Emergencias de Salud                                                                                | 100.0    | Banco Asiático de Desarrollo         |
| 27 de agosto de 2020     | Turquía                 | Proyecto de Respuesta a Emergencias Médicas (MER) COVID-19                                                                  | 82.6     | BERD                                 |
| 27 de agosto de 2020     | Bangladés               | Proyecto de Respuesta a Emergencias y Preparación para Pandemias de COVID-19                                                | 100.0    | Banco Mundial                        |
| 10 de septiembre de 2020 | Maldivas                | Proyecto de conversión de residuos en energía del Gran Malé                                                                 | 40.0     | Banco Asiático de Desarrollo         |
| 24 de septiembre de 2020 | India                   | Línea de crédito HDFC para viviendas asequibles                                                                             | 200.0    | Ninguno                              |
| 24 de septiembre de 2020 | Indonesia               | Proyecto APP Satélite Multifuncional                                                                                        | 150.0    | Ninguno                              |
| 15 de octubre de 2020    | Laos                    | Mejora de la Resiliencia Climática del Proyecto de la carretera nacional 13 Sur (Sección 3)                                 | 30.0     | Ninguno                              |
| 15 de octubre de 2020    | China                   | Fondo de tecnología sanitaria de Legend Capital                                                                             | 30.0     | Ninguno                              |
| 15 de octubre de 2020    | Rusia                   | Proyecto de respuesta de emergencia COVID-19 de Russian Railways                                                            | 300.0    | Ninguno                              |
| 16 de octubre de 2020    | Bangladés               | Proyecto de Agua, Saneamiento e Higiene Rural para el Desarrollo del Capital Humano                                         | 200.0    | Banco Mundial                        |
| 29 de octubre de 2020    | India                   | Sistema Regional de Tránsito Rápido de Delhi-Meerut (RRTS)                                                                  | 500.0    | Banco Asiático de Desarrollo         |
| 25 de noviembre de 2020  | Uzbekistán              | Proyecto de Línea de Crédito COVID-19 del Banco Nacional para la Actividad Económica Exterior de la República de Uzbekistán | 200.0    | Ninguno                              |
| 25 de noviembre de 2020  | Turquía                 | Fondo de recuperación de crisis Akbank COVID-19                                                                             | 100.0    | Ninguno                              |
| 25 de noviembre de 2020  | Ecuador                 | Proyecto de Línea de Crédito de Respuesta contra el COVID-19 de la Corporación Financiera Nacional                          | 50.0     | Banco Mundial                        |